# María Itziar Urrutia San Antón
María Itziar Urrutia San Antón (Bilbao), es una CEO española; directora general internacional de Sener, grupo de ingeniería y tecnología.     

## Biografía
Se graduó en Arquitectura por la Universidad Politécnica de Madrid, y máster en Dirección General por la escuela de negocios IESE. Su carrera se ha centrado en la empresa internacional de servicios profesionales de ingeniería Sener, con sede en Guecho, Vizcaya. Empezó en esta firma en el año 1986, como directora del Plan Territorial Sectorial de la Y “vasca” y del proyecto del Palacio Euskalduna en Bilbao. Entre los años 1998 y 2010 dirigió la Sociedad de Gestión de Proyectos Gestec. Entre los años 2010 y 2016 colaboró con el Consejo de Industria y Transporte del Centro de Investigación Tecnalia. Desde 2010 hasta el año 2014 colaboró en el Comité de expertos de Eco-innovación de Innobasque. En el año 2010 ocupó el cargo de Directora de la División de Bilbao, en Sener. Y en 2013 se integró en el patronato de la Fundación de este grupo. Asimismo, colaboró con el comité de expertos de Eco-Innovación de Innobasque y con el Consejo de Industria y Transporte de Tecnalia. Desde el año 2014 pasó a formar parte del Comité Científico Asesor del Consejo Vasco de Ciencia, Tecnología e Innovación.  A partir de 2016 representó a Sener en la Junta Directiva de Innobasque. En el año 2017 fue nombrada directora general internacional, de este grupo de ingeniería y tecnología.

## Premios y reconocimientos
- 2013 VII Premio Empresarial AED otorgado por la Asociación de Empresarias y Directivas de Vizcaya.[3][7]
- 2017 Reconocimiento como alta ejecutiva en las "Top 100 Mujeres Líderes de España".[13][14]